# Мирко Кокотович
Мирко Кокотович (сербохорв. Mirko Kokotović, 15 квітня 1913, Луавак — 15 листопада 1988, Загреб) — югославський футболіст, що грав на позиції півзахисника. По завершенні ігрової кар'єри — тренер.
Виступав, зокрема, за клуб «Граджянскі», а також національну збірну Хорватії.
Триразовий чемпіон Югославії. Чемпіон Туреччини (як тренер).

## Клубна кар'єра
У дорослому футболі дебютував 1931 року виступами за команду клубу «Граджянскі», в якій провів чотирнадцять сезонів. За цей час двічі виборов титул чемпіона Югославії.
З 1945 року грав у новоствореній команді «Динамо» (Загреб), що утворилась шляхом злиття «Граджянскі» з іншими клубами Загреба. За команду «Динамо» виступав протягом 1946—1948 років. Додав до свого активу ще один титул чемпіона Югославії.
Загалом у складі «Граджянскі» і «Динамо» 325 офіційних матчів, у яких забив 68 голів. Серед них 286 матчів і 52 голи у лігових змаганнях, 32 матчі і 15 голів у матчах національних кубків, 7 матчів і 1 гол у кубку Мітропи.

## Виступи за збірні
1931 року дебютував в офіційних матчах у складі національної збірної Югославії. Протягом кар'єри у національній команді, яка тривала 9 років, провів у формі головної команди країни 37 матчів, забивши 6 голів.

## Кар'єра тренера
Розпочав тренерську кар'єру, ще продовжуючи грати на полі, 1947 року, очоливши тренерський штаб клубу «Динамо» (Загреб).
1962 року став головним тренером команди «Фенербахче», тренував стамбульську команду два роки.
Згодом протягом 1964—1965 років очолював тренерський штаб клубу АЕК.
Протягом тренерської кар'єри також очолював команду клубу «Вележ».
Останнім місцем тренерської роботи був клуб «Аустрія» (Клагенфурт), головним тренером команди якого Мирко Кокотович був з 1969 по 1970 рік.
Помер 15 листопада 1988 року на 76-му році життя у місті Загреб.

## Титули і досягнення

### Як гравця
- Чемпіон Югославії (3):

«Граджянскі»: 1936–1937, 1939–1940
«Динамо» (Загреб): 1947–1948

### Як тренера
- Чемпіон Туреччини (1):

«Фенербахче»: 1963–1964